# Sant Bernadí de Siena (El Greco)
Sant Bernardí de Siena és una obra d'El Greco, autor tant de l'estructura arquitectónica en fusta daurada com del llenç que representa Bernadí de Siena. Aquest llenç consta amb el número 200 en el catàleg realitzat per Harold Wethey. Al segon inventari realitzat per Jorge Manuel Theotocópuli després de la mort del mestre, hi consta una obra d'aquesta temàtica, que devia ser un estudi o una còpia de mida petita de l'obra que hi ha al retaule.

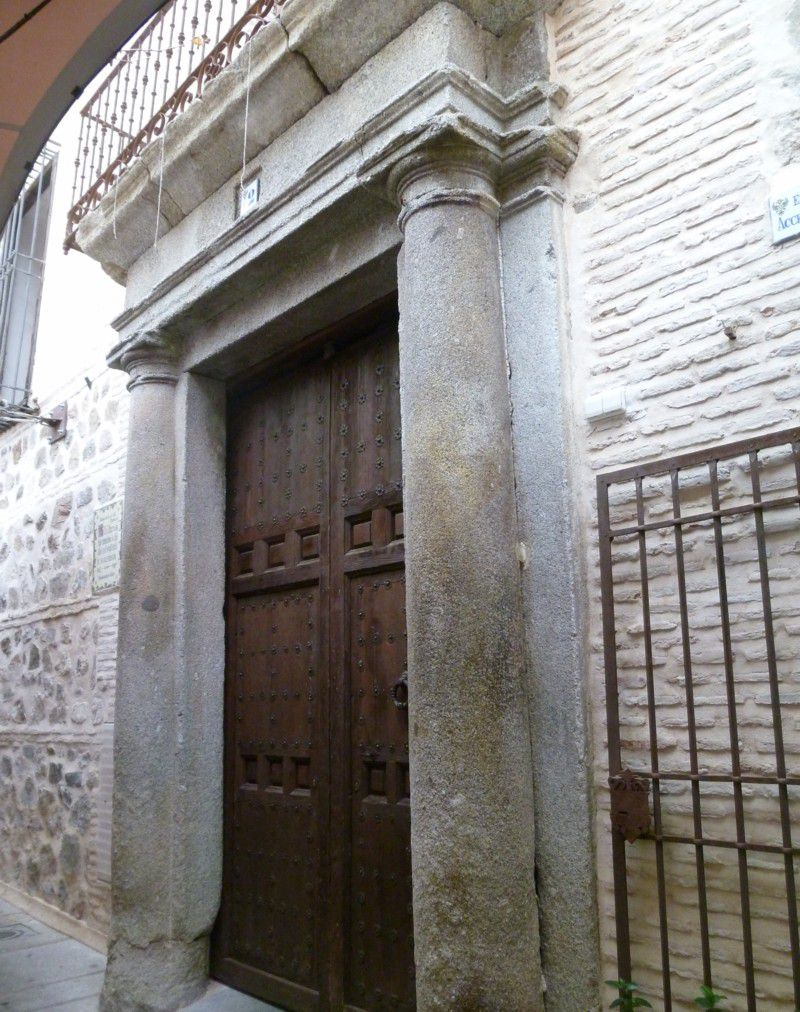
Portalada de l'antic Col·legi de San Bernardino, potser dissenyada per El Greco. La part superior, on actualment hi ha un balcó, va ésser molt mutilada i transformada

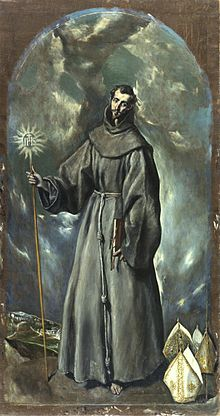
Sant Bernardino, obra d'El Greco, abans de ser reconstruït el Retaule

## El Retaule de San Bernardino
El Colegio Franciscano de San Bernardino, a Toledo disposava d'una capella per a la qual El Greco, l'any 1603 va rebre l'encàrrec de realitzar un retaule contractat per 3000 rals espanyols, quantitat força modesta. El retaule va romandre allí fins a la supressió de la Universitat de Toledo l'any 1845-46, i el consegüent tancament del Col·legi que en depenia. El retaule va ser desmontat, de manera que el llenç fou portat al Instituto de Segunda Enseñanza de Toledo, mentre que l'arquitectura de fusta va ser portada al convent de Santa Isabel de los Reyes, també a Toledo.
El quadre va ser mostrat al públic en la gran exposició dedicada a El Greco en el Museu del Prado, l'any 1902. El marc arquitectònic va ser comprat pel Patronat de les Fundacions Benigno de la Vega-Inclán l'any 1962, la qual cosa va permetre la reconstitució del conjunt. Cal remarcar que encara es conserva, tot i que mutilat i desvirtuat, el portal d'aquest antic Col·legi, que generalment s'atribueix a Jorge Manuel Theotocópuli, però que podría haver estat dissenyat pel mateix mestre cretenc.

## Estructura del retaule
L'estructura arquitectònica en fusta daurada és molt senzilla i representa una regressió respecte als anteriors retaules, perquè recorda el primer de tots: el de Santo Domingo el Antiguo. El llenç està enmarcat per dues columnes jòniques sobre sengles pedestals, que sostenen un entaulament, amb un fris corb i un frontó triangular.

## Temàtica del quadre
Bernardí de Siena (Massa Marittima, Toscana, 1380 - L'Aquila, Abruços, 20 de maig de 1444) va ser un frare franciscà, considerat el més gran orador del seu temps. Consagrat al servei dels malalts, va tenir un paper important en la cura d'aquests durant la pesta que va devastar la seva ciutat el 1400. De gran humilitat, va refusar els bisbats de Siena, Urbino i Ferrara, per tal de poder dedicar-se millor a la seva tasca benèfica. En predicar, Bernadí mostrava a la gent un panell on hi havia pintat el monograma de Crist "IHS" (Iesus Hominum Salvator: Jesús, dels homes salvador) en lletres daurades,dins d'un cercle blau rodejat d'un Sol radiant, tal com el representa El Greco en aquesta pintura.

## Anàlisi del quadre
Signat amb grans lletres cursives gregues a la part inferior dreta: δομήνικος Θεοτοκóπουλος ε'ποíει ; (doménikos theotokópoulos e`poíei).
Oli sobre llenç; 269 x 144 cm.; documentat l'any 1603; 
Pertany al Museu del Prado, Madrid; Dipositat al Museu del Greco, Toledo.
El Greco representa Sant Bernardí de peu, vestint l'hàbit dels franciscans. Porta un llibre a la mà esquerra i a la dreta porta un bàcul rematat amb el monograma i el Sol radiant. Bernardí gira el rostre vers la seva esquerra, té el braç dret sostenint el bàcul, i l'esquerre al llarg del cos. Abaix a la dreta, hi ha les tres mitres que va refusar per poder seguir predicant i realitzant obres benèfiques. Al fons a l'esquerra, es pot veure un paisatge que ben poc té a veure amb la Toscana o els Abruços on predicava Bernardí. Hi ha representada una ciutat que recorda Toledo i els seus Cigarrales, submergits en un ample celatge borrascós, com en la majoria de paisatges del mestre cretenc.
Aquesta pintura té un caire melangiós, somniador, i que, per les proporcions, el concepte de l'espai, i per la postura del personatge, recorda molt al Sant Josep i el Nen Jesús (Capella de San José) realitzat uns anys abans, tot i que el colorit de la present obra és molt mes sobri i tendent a la monocromía. D'altra banda, en aquest llenç es fa palesa una estructura geomètrica, ja que el cos de Sant Bernardí sembla estar inscrit en un triangle isósceles. Fins i tot el seu cap té una estructura triangular, i una diagonal creua des del monograma fins a les mitres passant per la mà esquerra i el llibre que porta Bernardí.

## Procedència
- Colegio de San Bernardino, Toledo.
- Instituto de Segunda Enseñanza, Toledo (el llenç).
- Convento de Santa Isabel de los Reyes, Toledo (l'estructura en fusta daurada del Retaule).
- Museu del Prado (en dipòsit, el llenç, 1902-12).
- Reconstruït el Retaule l'any 1962.
- En dipòsit al Museu del Greco, Toledo.